# 盛岡大學附屬高等學校
盛岡大學附屬高等學校是位於日本岩手縣盛岡市厨川五丁目地區的私立高等學校，為盛岡大學的附設學校。
其棒球部為岩手縣內的常勝隊伍，曾連續十年進入岩手縣大會的四強，累積成為岩手縣代表參加全國賽超過十次。

## 歷史
學校的前身可以追溯至1952年成立的「盛岡生活學園」，1958年成為高等學校後更名為「生活學園高等學校」，最初僅招收女性學生，直到1963年才開始採男女混合教育招收男性學生，1981年營運方設立了盛岡大學，並在1990年改為盛岡大學的附設學校，更名為「盛岡大學附屬高等學校」。